# Jimmy Raney
 (décembre 2023).
Si vous disposez d'ouvrages ou d'articles de référence ou si vous connaissez des sites web de qualité traitant du thème abordé ici, merci de compléter l'article en donnant les références utiles à sa vérifiabilité et en les liant à la section « Notes et références ».
James Elbert "Jimmy" Raney est un guitariste et compositeur de jazz américain (Louisville, Kentucky, 20 août 1927 - 10 mai 1995). Son jeu de guitare bebop au phrasé legato caractéristique (longtemps qualifié de "cool") et harmoniquement avancé tel qu'on peut déjà l'entendre dans ses enregistrements dans les années 1950, influença durablement des guitaristes tels que René Thomas, Jimmy Gourley, Ronnie Singer, Laro Sollero, Olivier Despax, ou encore Sacha Distel.
Il a longtemps fait partie du quintet de Stan Getz.
Il a joué toute la première partie de sa carrière sur une Gibson ES-150, dite « modèle Charlie Christian », avant de se la faire voler au début des années 1970 et de jouer sur diverses guitares, notamment des Gibson ES-175. Il souffrait de la maladie de Menière.
Il est le père du guitariste Doug Raney, qui joua notamment au sein du trio formé par Chet Baker à la trompette, NHØP à la contrebasse et lui-même.
Son second fils, Jon Raney, pianiste, commence à se faire également un nom respecté.

## Discographie

### En tant que leader
- Signal avec Stan Getz (1953)
- Together! avec Sonny Clark et Red Mitchell (1954)
- Visits Paris (1954)
- A (1955)
- In Three Attitudes avec Bob Brookmeyer (1956)
- Strings & Swings (1973)
- Momentum (1974)
- The Influence (1975)
- Solo (1976)
- Here's That Raney Day avec Hank Jones (1980)
- Raney '81 avec Doug Raney (1981)
- The Date avec Martial Solal (1981)
- Wisteria avec Tommy Flanagan et George Mraz
- The Master
- But Beautiful (1990)
- At Bradley's 1974 (2007)

### En tant que sideman
- 1949 Artie Shaw: The Artistry of Artie Shaw (Fresh Sound)
- 1950 Stan Getz: The Complete Roost Recordings (Roost, 1950-54)
- 1951 Teddy Charles: New Directions (OJC, 1951-53)
- 1951 Stan Getz: At Storyville (Blue Note Records)
- 1952 Teddy Charles: Collaboration West (Prestige)
- 1952 Stan Getz Quintet - Birdland Sessions 1952 - Fresh Sound Records
- 1954 Red Norvo: Trio (OJC)
- 1955 Bob Brookmeyer: The Dual Role of Bob Brookmeyer (Prestige)
- 1956 Teddy Charles: Word from Bird (Atlantic)
- 1962 Lalo Schifrin: Lalo = Brilliance (Roulette)
- 1962 Manny Albam: Jazz Goes to the Movies (Impulse!)
- 1962 Eddie Harris: Bossa Nova (Vee-Jay)
- 1962 Dave Pike: Limbo Carnival (New Jazz), Dave Pike Plays the Jazz Version of Oliver! (Moodsville)
- 1963 Lalo Schifrin and Bob Brookmeyer: Samba Para Dos (Verve)
- 1963 Gary McFarland: Point of Departure (Impulse!)
- 1965 Helen Merrill: The Artistry of Helen Merrill (Mainstream)
- 1965 Dannie Richmond: "In" Jazz for the Culture Set (Impulse!)
- 1965 Shirley Scott: Latin Shadows (Impulse!)
- 1976 Barry Harris: Tokyo 1976 (Xanadu)
- 1976 Charles McPherson: Live in Tokyo (Xanadu)

## Liens
- Notices d'autorité :   - VIAF
  - ISNI
  - BnF (données)
  - IdRef
  - LCCN
  - GND
  - Italie
  - CiNii
  - Espagne
  - Pays-Bas
  - NUKAT
  - Tchéquie
  - WorldCat

Le Maître de la guitare de jazz 